# Svenljunga-Ullasjö distrikt
Svenljunga-Ullasjö distrikt är ett distrikt i Svenljunga kommun och Västra Götalands län. 
Distriktet ligger omkring Svenljunga. 

## Tidigare administrativ tillhörighet
Distriktet inrättades 2016 och utgörs av Ullasjö socken samt det område som Svenljunga köping omfattade till 1971 och som före 1946 utgjorde Svenljunga socken.
Området motsvarar den omfattning Svenljunga-Ullasjö församling hade 1999/2000 och fick 1992 när socknarnas församlingar slogs samman.